# Placilla de Peñuelas
Placilla de Peñuelas es una zona industrial, y residencial de Chile, ubicada en la comuna de Valparaíso,  en la Región de Valparaíso, Chile. Se encuentra a 100 km de Santiago y 11 km del plan (centro) de la ciudad puerto. Está a 335 metros sobre el nivel del mar.

## Demografía
Actualmente el nivel de crecimiento de Placilla de Peñuelas hará que en los próximos años este conurbado con el Gran Valparaíso, área metropolitana que forman las comunas de Valparaíso, Viña del Mar, Quilpué, Villa Alemana y Concón. Esta localidad está ubicada en las cercanías del Lago Peñuelas y de la reserva nacional homónima.
Placilla, surgida hace mucho tiempo como estación de paso y aprovisionamiento en torno a la vía entre Valparaíso y Santiago, se ha venido perfilando desde la década de los noventa como un centro de apoyo a las faenas portuarias e industriales. Ello fue un elemento determinante en la definición de su plan regulador y está en el origen de los grandes proyectos de urbanización e industriales que el sector privado impulsa en Placilla.

## Historia

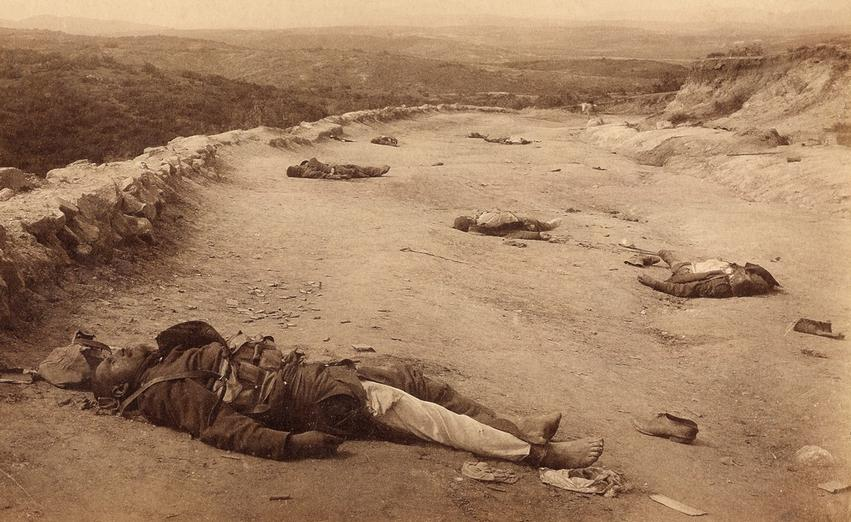
Soldados muertos en la Batalla de Placilla de 1891.

Los primeros asentamientos humanos están relacionados con grupos indígenas, instalados dentro del Fundo “Las Cenizas”, entre cuyos vestigios encontramos las Piedras Tacitas.
Por ser el acceso natural entre Santiago y Valparaíso, pasa por nuestro sector el Antiguo Camino a Santiago comenzado en el año 1795 e inaugurado en el año 1802, bajo el gobierno de Ambrosio O’Higgins, conocido como “Camino Real o Caracol”, éste asciende y desciende a Valparaíso, allí se desarrolló gran parte de la “Batalla de Placilla” de 1891, se une al camino “La Pólvora”, por allí, las carretas transportaban dicho producto recorriéndolo hasta llegar a los polvorines en el Alto del Puerto y proveer a los fuertes que defendían nuestra ciudad.
El desarrollo histórico del sector está relacionado con un asentamiento de haciendas. “Las Peñuelas”, hacienda antigua, es comprada por la Orden Jesuita en 1667 para labores agrícolas y de producción. En esos terrenos, se construye la primera Capilla Nuestra Señora del Rosario de Peñuelas, inaugurada el 13 de noviembre de 1772. A un costado alberga la imagen de “San Cristóbal, Patrono de los Viajeros” donado por Francisco Villagrán.
Placilla, adquiere importancia para el crecimiento urbano de Valparaíso como proveedor de agua, para la incrementada población, durante el siglo XIX. Por ello, en 1869, se construye el Tranque Las Cenizas y más tarde el Embalse de Peñuelas (1900) que da origen al Lago Peñuelas (1952), dando solución al problema.
Durante fines del siglo XX, comenzó un importante polo de desarrollo inmobiliario en Placilla creado por la inmobiliaria Curauma, proyectada para albergar 150.000 a 200.000 habitantes, en 54.000 viviendas. El resultado fue el sector conocido como Curauma.

## Biodiversidad

### Humedales
La localidad de Placilla cuenta con varios humedales. Los más conocidos y visitados son Tranque La Luz y Salto del Agua.La comunidad ha denunciado la alta contaminación de las aguas.
En el año 2021, varias organizaciones pidieron el reconocimiento de 14 humedales urbanos de Laguna Verde y Placilla de Peñuelas, con el fin de conservar la biodiversidad de esos espacios.

### Flora y fauna
Entre la flora más común que se encuentra son el pino radiata y el eucalipto localizados en casi toda la ciudad.
La fauna que se encuentra son: conejo, liebre, codorniz, coipo, perdiz, caballo, torcaza, pejerrey, chinchilla, zorro garza, pato

## Conflictos ambientales
En la zona de Placilla hay por lo menos tres conflictos ambientales de relevancia: los proyectos inmobiliarios, la instalación de torres de alta tensión, y la contaminación de las napas freáticas por parte de la empresa Esval.
Las torres de alta tensión presentan riesgos para las personas que viven en la localidad, fundamentalmente, riesgo de incendios. En el año 2023, un nuevo proyecto buscó instalar más torres, pero los vecinos de la comunidad se organizaron en contra e iniciaron un recurso de reclamación ambiental.Placilla es considerada una «zona de transición» para la Reserva Nacional Lago Peñuelas.